# 小阿拉尔村
小阿拉尔村（俄语：Село Малый Арал）是俄罗斯联邦阿斯特拉罕州克拉斯内亚尔区所属的一个村。其下辖有1个居民点，行政中心为小阿拉尔。据2015年统计，该村的人口为673人。